# Fannie Bourke
Fannie Bourke, también conocida como Fan Bourke o Fannie Burke, (12 de julio de 1886 –9 de marzo de 1959) fue una actriz de cine y teatro, sufragista y exhibidora cinematográfica estadounidense. Trabajó en Broadway y actuó en películas mudas desde la década de 1910 hasta principios de la década de 1930.

## Biografía
Fannie Bourke nació el 12 de julio de 1886 en Brooklyn, Nueva York. Comenzó su carrera como artista de vodevil, pianista y bailarina, y era conocida por cantar "canciones dialectales" e imitar a "todas las nacionalidades posibles". Apareció en Broadway en la obra Mere Man en 1912.
Bourke se convirtió en actriz de stock para Thanhouser Company a finales de 1913. Apareció con frecuencia en producciones de Thanhouser entre 1914 y 1915, incluyendo A Dog's Love' y Percy's First Holiday. Tras dejar Thanhouser, Bourke trabajó como actriz para Arrow Film Corporation.
A finales de 1915, Bourke se hizo cargo de un cine en decadencia de 500 butacas, The Princess, en New Rochelle, Nueva York (donde Thanhouser tenía su estudio); lo transformó en un cine "vota por las mujeres", con un vestíbulo decorado con pancartas en favor del sufragio femenino. Además de proyectar películas de la Mutual Film, incluidas películas de Thanhouser en las que ella aparecía, Bourke actuaba todos los miércoles. Contrató a otra antigua actriz de Thanhouser, Julia Miller, para que tocara el piano en el teatro. También organizó eventos para los clubes de mujeres locales.
En 1916, Bourke se casó con Charles Mather.
Más tarde, Bourke apareció en The Love Expert (1920) y Lummox (1930), su único papel conocido en una película sonora. Siguió actuando en Broadway durante los años veinte y principios de los treinta.
Su última aparición en un escenario fue en la revista musical As Thousands Cheer. Murió el 9 de marzo de 1959 en Norwalk, Connecticut.